# دول البلطيق

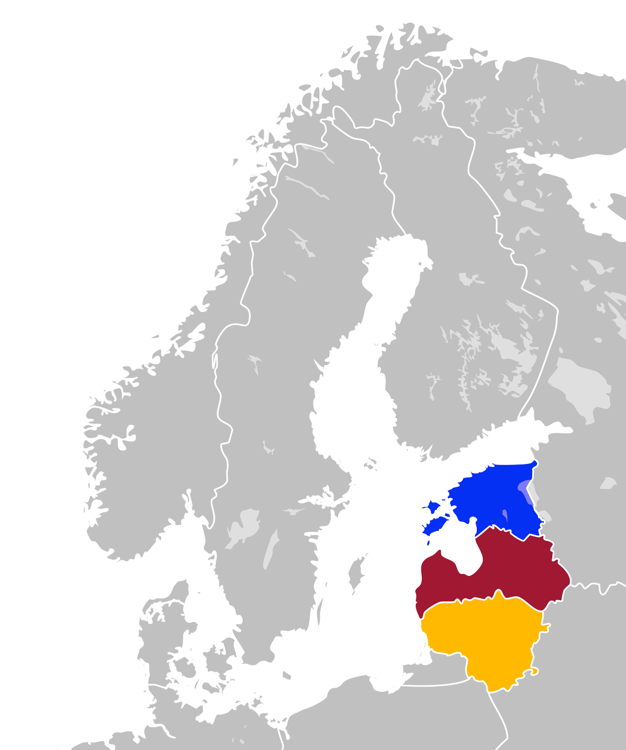
دول البلطيق الثلاثة

دول البلطيق، المعروفة أيضًا باسم الدول البَلْطيّة أو بلدان البلطيق، أو جمهوريات البلطيق، أو أمم البلطيق، أو ببساطة البلطيق هو مصطلح جغرافي سياسي، يُستخدم عادةً لتجميع ثلاث دول ذات سيادة في أوروبا الشمالية على الساحل الشرقي لبحر البلطيق: إستونيا، ولاتفيا، وليتوانيا. لا يستخدم هذا المصطلح في سياق المناطق الثقافية، أو الهوية الوطنية، أو اللغة، لأنه في حين أن غالبية الناس في لاتفيا وليتوانيا من الشعوب البلطيقية، فإن الغالبية في إستونيا هي من الشعوب الفينية. لا تشكل الدول الثلاث اتحادًا رسميًا، لكنها تشارك في التعاون المشترك الحكومي الدولي والبرلماني. أهم مجالات التعاون بين الدول الثلاث هي السياسة الخارجية والأمنية والدفاع والطاقة والنقل.
جميع الدول الثلاثة أعضاء في حلف شمال الأطلسي، ومنطقة اليورو، ومنظمة التعاون الاقتصادي والتنمية، وأعضاء في الاتحاد الأوروبي. اعتبارًا من عام 2020، ستكون إستونيا أيضًا عضوًا في مجلس الأمن التابع للأمم المتحدة. صنف البنك الدولي الدول الثلاثة على أنها اقتصادات مرتفعة الدخل وتحافظ على مؤشر مرتفع جدًا من ناحية التنمية البشرية.

## أصل التسمية

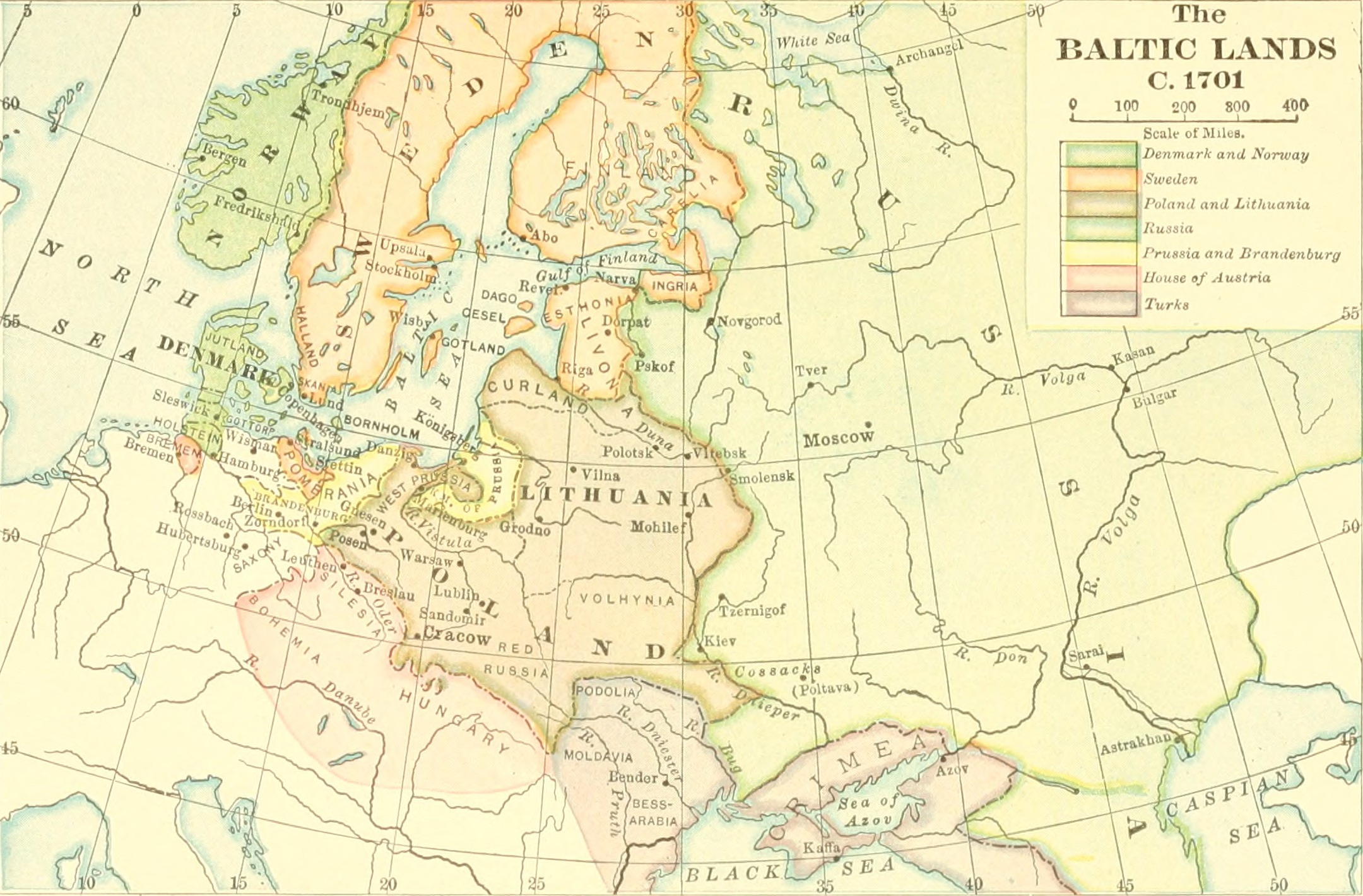
بلاد البلطيق حول بحر البلطيق

ينبثق مصطلح البلطيق من اسم بحر البلطيق - اسم ماءة يعود للقرن الحادي عشر (كما ذكره آدم البريمني مار بالتيكم باللاتينية) وقبل ذلك. على الرغم من أن هناك العديد من النظريات حول أصله، التي تعود في نهاية المطاف إلى الجذور الهندوأوروبية بهل، لتعني بذلك «أبيض نزيه». يُحتفظ بهذا المعنى في اللغات البلطيقية الحديثة، إذ تعني البالتاس في اللغة اللتوانية والبلات في اللغة اللاتفية «بيضاء». ومع ذلك، فإن الأسماء الحديثة للمنطقة والبحر التي تنبع من هذا الجذر، لم تُستخدم في أي من اللغتين قبل القرن التاسع عشر.
ظهر بحر البلطيق منذ العصور الوسطى على الخرائط باللغات الجرمانية بما يقابل «البحر الشرقي» وباللغة الألمانية: أوستسي، وباللغة الدنماركية: أوستاسوين، وباللغة الهولندية: أوشتسي، وباللغة السويدية: أوستخون، وما إلى ذلك. في الواقع يقع بحر البلطيق في الغالب إلى شرق ألمانيا، والدنمارك، والنرويج، والسويد. استُخدم هذا المصطلح تاريخيًا للإشارة إلى الدومنات (المستعمرات) البلطيقية للإمبراطورية السويدية. وفي وقت لاحق، المحافظات البلطيقية في الإمبراطورية الروسية. ظهرت المصطلحات المتعلقة باسم البلطيق الحديث في النصوص القديمة، إلا أن المصطلح لم يعد يُستخدم حتى ظهر مرة أخرى على أنه صفة بالتيش بالألمانية، التي اتخذتها اللغات الأخرى. خلال القرن التاسع عشر بدأ البلطيق يحل محل أوستسي اسمًا للمنطقة. استُخدم رسميًا ما يقابها في اللغة الروسية (بريبالاسكي) عام 1859. كان هذا التغير نتيجة للنخبة الألمان البلطيقيون الذين اعتمدوا مصطلحات مشتقة من البالتيش للإشارة إلى أنفسهم.
كان مصطلح دول البلطيق، حتى أوائل القرن العشرين، يُستخدم في سياق البلدان المجاورة لبحر البلطيق: السويد والدنمارك، وأحيانًا ألمانيا والإمبراطورية الروسية. مع ظهور جمعية الشمال (رابطة الشمال الأوروبي) لم يعد يُستخدم المصطلح للسويد والدنمارك. بعد الحرب العالمية الأولى، أصبحت الدول الجديدة ذات السيادة التي ظهرت على الساحل الشرقي لبحر البلطيق، إستونيا، ولاتفيا، وليتوانيا وخلال فترة ما بين الحربين العالميتين في فنلندا المعروفة باسم دول البلطيق.

## لمحة تاريخية

### ملخص
طوال القرن الثامن عشر حتى القرن العشرين، كانت دول البلطيق جزءًا من الإمبراطورية الروسية حتى حصلت الدول الثلاث على الاستقلال في عام 1918 بالقرب من نهاية الحرب العالمية الأولى. احتلهم الاتحاد السوفييتي وضمهم، ولفترة وجيزة، ألمانيا النازية خلال الحرب العالمية الثانية قبل أن يستعيد السوفييت السيطرة على دول البلطيق. انتهى الحكم السوفييتي عندما أعلنت الدول الثلاث أن الاحتلال غير قانوني وتوجت باستعادة الاستقلال لتعود إلى وضعها قبل الحرب بين عام 1991 عندما انهارت الشيوعية في أوروبا الشرقية.

### الحملات الصليبية الشمالية
في القرن الثالث عشر، أصبح الوثنيون والأرثوذكس الشرقيون والبلاطقة والشعوب الفنلندية في المنطقة هدفًا للحملات الصليبية الشمالية. في أعقاب الحملة الصليبية الليفونية، انشُئت دولة صليبية رسميًا باسم تيرا ماريانا، وتُعرف أيضًا باسم ليفونيا، في أراضي لاتفيا الحديثة وجنوب إستونيا. قُسمت إلى أربعة أساقفة مستقلة مع أراضي أخوة السيف الليفونيون. بعد أن هُزم أخوة السيف في معركة سول، دُمج الإخوة المتبقين من فرسان تيوتون ليصبحوا  فرسان لاتفي المستقلين. أصبحت شمال إستونيا في البداية دومينيون دنماركية، ولكن اشتراها فرسان التيوتون في منتصف القرن الرابع عشر. كانت الغالبية من الصليبيين ورجال الدين ألمان، وبقي الألمان البلطيقيون مؤثرين في إستونيا ومعظم لاتفيا حتى النصف الأول من القرن العشرين: شكلوا العمود الفقري للنبلاء المحليين، وكانت اللغة الألمانية بمثابة لغة تواصل مشتركة ووسيلة للاحتفاظ بالسجلات.
استهدف الصليبيون الليتوانيين. ومع ذلك، تمكنوا من المقاومة وإنشاء مملكة ليتوانيا عام 1251 التي أصبحت فيما بعد دوقية ليتوانيا الكبرى. توسعت إلى الشرق وغزت إمارات كييف السابقة حتى البحر الأسود. بعد اتحاد كريفو في عام 1385، أنشأت دوقية ليتوانيا الكبرى اتحاد سلالي مع مملكة بولندا، وأصبحت أكثر اندماجًا وأخيرًا اندمجت في الكومنولث البولندي الليتواني عام 1569. بعد النصر في معركة جرونفالد عام 1410، أصبح الاتحاد البولندي الليتواني قوة سياسية وعسكرية كبرى في المنطقة.

### مملكة ودوقية ليتوانيا الكبرى
استهدف الصليبيون الليتوانيين. ومع ذلك، كانوا قادرين على الدفاع عن البلاد من الليفيونيان وفرسان تيوتون وإنشاء مملكة ليتوانيا في 1251 التي في وقت لاحق، بعد وفاة الملك ميندوغاس أصبحت دوقية ليتوانيا الكبرى. كان ميندوغاس أول حاكم ليتواني قَبِلَ المسيحية. في عهد خلفاء ميندوغاس، غيديمين، وبعد ذلك كستوتيس والغيرداس، أعقب ذلك توسيع فيتاوتاس لدوقية ليتوانيا الكبرى إلى الشرق وغزو إمارات كييف السابقة حتى البحر الأسود. أصبحت دوقية ليتوانيا الكبرى واحدة من أكثر القوى تأثيرًا في شمال أوروبا وشرقها في القرنين الرابع عشر والسادس عشر. أجبرت الحروب المكثفة مع فرسان تيوتون وموسكوفي دوقية ليتوانيا الكبرى على البحث عن حلفاء. لذلك، في اتحاد كريفو في عام 1385، أنشأت دوقية ليتوانيا الكبرى اتحادًا سلاليًا مع مملكة بولندا. في عام 1387 حدث تنصير ليتوانيا، ما يدل على اعتناق الليتوانيين الرسمي للمسيحية، آخر أمة وثنية في أوروبا. بعد انتصار القوات البولندية الليتوانية المشتركة في معركة جرونفالد في عام 1410، أصبح الاتحاد البولندي الليتواني قوة سياسية وعسكرية رئيسية في المنطقة. أجبر التهديد المتزايد من موسكوفي والحروب الموسكوية الليتوانية المطولة ليتوانيا على اتحاد لوبلان 1569 الذي تشكل فيه الكومنولث البولندي الليتواني. كان الكومنولث البولندي الليتواني موجودًا حتى عام 1795 وقُسم على ثلاث مراحل من قبل الإمبراطورية الروسية المجاورة، مملكة بروسيا، وملكية هابسبورغ.